# Съюз за бъдещето на Австрия
Съюз за бъдещето на Австрия (на немски: Bündnis Zukunft Österreich) е австрийска политическа партия, идентифицираща се с националния консерватизъм.
Основана е от членове на Австрийската партия на свободата на 3 април 2005 г. На последните парламентарни избори (2013) финишира на 7-о място и събира 3,53% от гласовете, и всички депутатски 21 загубили места.
Единственият евродепутат Ewald Stadler основана нова партия „REKOS“ на 23 декември 2013.
Председатели:
- 2005 – 2006: Йорг Хайдер
- 2006 – 2008: Петер Вестенхалер
- август 2008 – 11 октомври 2008: Йорг Хайдер (умира на 11 октомври 2008)
- 12 октомври 2008 – 19 ноември 2008: Щефан Пецнер (временно изпълняващ длъжността)
- 2008 – 2009: Херберт Шайбнър (в.и.д.)
- 26 април 2009 – : Йозеф Бухер